# Műugrás az 1956. évi nyári olimpiai játékokon
Az 1956. évi nyári olimpiai játékokon a műugrásban négy bajnokot avattak, két férfi és két női számban. Pat McCormick amerikai műugrónő megismételte négy évvel korábbi teljesítményét és mindkét női számot megnyerve négyre növelte olimpiai bajnoki címei számát.

## Éremtáblázat
(A táblázatokban a rendező ország csapata eltérő háttérszínnel, az egyes számoszlopok legmagasabb értéke, vagy értékei vastagítással kiemelve.)
| Az 1956. évi nyári olimpiai játékok éremtáblázata műugrásban | Az 1956. évi nyári olimpiai játékok éremtáblázata műugrásban | Az 1956. évi nyári olimpiai játékok éremtáblázata műugrásban | Az 1956. évi nyári olimpiai játékok éremtáblázata műugrásban | Az 1956. évi nyári olimpiai játékok éremtáblázata műugrásban | Olimpia  |
| ------------------------------------------------------------ | ------------------------------------------------------------ | ------------------------------------------------------------ | ------------------------------------------------------------ | ------------------------------------------------------------ | -------- |
|                                                              | Ország                                                       | Arany                                                        | Ezüst                                                        | Bronz                                                        | Összesen |
| 1.                                                           | Egyesült Államok (USA)                                       | 3                                                            | 4                                                            | 2                                                            | 9        |
| 2.                                                           | Mexikó (MEX)                                                 | 1                                                            | 0                                                            | 1                                                            | 2        |
|                                                              |                                                              |                                                              |                                                              |                                                              |          |
| 3.                                                           | Kanada (CAN)                                                 | 0                                                            | 0                                                            | 1                                                            | 1        |
|                                                              |                                                              |                                                              |                                                              |                                                              |          |
| Összesen                                                     | Összesen                                                     | 4                                                            | 4                                                            | 4                                                            | 12       |

## Érmesek

### Férfi
| Az 1956. évi nyári olimpiai játékok érmesei férfi műugrásban |                                         |                                        |                                         |
| Versenyszám                                                  | Arany                                   | Ezüst                                  | Bronz                                   |
| Műugrás                                                      | Bob Clotworthy · Egyesült Államok (USA) | Donald Harper · Egyesült Államok (USA) | Joaquín Capilla · Mexikó (MEX)          |
| Toronyugrás                                                  | Joaquín Capilla · Mexikó (MEX)          | Gary Tobian · Egyesült Államok (USA)   | Richard Conner · Egyesült Államok (USA) |

### Női
| Az 1956. évi nyári olimpiai játékok érmesei női műugrásban |                                        |                                            |                                                |
| Versenyszám                                                | Arany                                  | Ezüst                                      | Bronz                                          |
| Műugrás                                                    | Pat McCormick · Egyesült Államok (USA) | Jeanne Stunyo · Egyesült Államok (USA)     | Irene MacDonald · Kanada (CAN)                 |
| Toronyugrás                                                | Pat McCormick · Egyesült Államok (USA) | Juno Stover-Irwin · Egyesült Államok (USA) | Paula Jean Myers-Pope · Egyesült Államok (USA) |